# جيروم بليك
جيروم بليك (من مواليد 18 أغسطس 1995) هو رياضي كندي في ألعاب القوى متخصص في سباقات السرعة. بصفته عضوًا في فريق التتابع الكندي 4 × 100 متر، فهو الحائز على الميدالية الذهبية الأولمبية لعام 2024، والميدالية الفضية الأولمبية لعام 2020، وبطل العالم لعام 2022.

## مسيرته المهنية
ولد بليك في خليج باف، جامايكا، حيث بدأ مسيرته المهنية كعداء حواجز في سباق 400 متر. بعد حضور مباراة كرة القدم لأخيه، بدأ اختبار سرعته على المضمار، وهو ما لاحظه أحد المدربين وأقنعه بالتبديل إلى الركض السريع.[1] انتقلت عائلة بليك إلى كندا في عام 2013، وأقامت في كيلونا، كولومبيا البريطانية في البداية، ثم انتقلت في النهاية إلى برنابي. لأنه لم يحصل على الجنسية الكندية حتى عام 2018، لم يتمكن من المشاركة في العديد من المسابقات الدولية للناشئين، تنافس بليك لصالح كولومبيا البريطانية في دورة الألعاب الصيفية الكندية 2017 حيث فاز بالميدالية الذهبية في سباق 100 متر وسباق 200 متر.
ظهر بليك لأول مرة على مستوى الكبار، وسرعان ما أصبح عضوًا منتظمًا في فرق التتابع الكندية، وفاز بالميدالية الذهبية في بطولة بطولة أمريكا الشمالية وأمريكا الوسطى ومنطقة البحر الكاريبي 2018، تنافس بليك في دورة الألعاب الأمريكية 2019 في ليما، واحتل المركز السادس في سباق 200 متر والرابع في سباق التتابع 4 × 100 متر.

## دورة الألعاب الأولمبية الصيفية 2020
في الفترة التي سبقت دورة الألعاب الأولمبية الصيفية 2020، التي أقيمت في عام 2021 بسبب جائحة كوفيد-19، تنافس بليك في التجارب الوطنية الكندية. هناك احتل المركز الثاني، ونتيجة لذلك، تم تسمية بليك في الفريق الأولمبي الكندي. ثم سجل أفضل رقم شخصي جديد قبل الألعاب مباشرة، حيث ركض 10.15 ثانية في ستوكهولم في أوائل يوليو. كجزء من فريق التتابع 4 × 100 متر، فاز بالميدالية البرونزية في سباق التتابع 4 × 100 متر. في 18 فبراير 2022 تم تجريد بريطانيا العظمى من الميدالية الفضية في سباق التتابع 4 × 100 متر للرجال بعد أن أكدت محكمة التحكيم الرياضية انتهاك سي جيه أوجاه للمنشطات. تمت ترقية كندا إلى الميدالية الفضية.
=